# Nigel Bennett

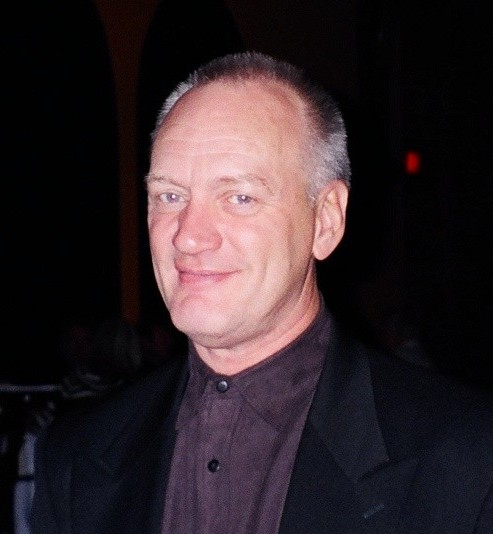
Nigel Bennett, 2004

Nigel Bennett (* 19. November 1949 in Wolverhampton, Staffordshire, England, Großbritannien) ist ein britisch-kanadischer Schauspieler im Theater und Film und ein Autor.

## Leben und Leistungen
Nigel Bennett wurde an der University of Wales zum Schauspieler ausgebildet. Er trat und tritt auf britischen Theaterbühnen auf, etwa in West End in London, im Phoenix Theatre und Haymarket Theatre in Leicester und im Crucible Theatre in Sheffield. Nach fünfzehnjähriger Berufslaufbahn übersiedelte er 1986 aus privaten Gründen nach Kanada und wirkte in über hundert Film- und Fernsehprojekten sowie in Werbungen mit.
Bennett verkörperte Nebenrollen im Actionthriller Narrow Margin – 12 Stunden Angst (1990) mit Gene Hackman, im Filmdrama Legenden der Leidenschaft (1994) mit Brad Pitt und im Actionthriller Mord im Weißen Haus (1997) mit Wesley Snipes. Er spielte in der Mysteryserie PSI Factor (1996–1999) die Rolle des zwielichtigen O.S.I.R. Chefs Frank Elsinger.
Bennett gewann 1996 einen kanadischen Gemini Award als bester Nebendarsteller für die Dramaserie Nick Knight – Der Vampircop (Forever Knight) für die Folge Curiouser and Curiouser. In dieser Fernsehserie, in der er den uralten Vampir Lucien LaCroix darstellte, führte er erstmals Regie. 1993 bekam er eine Nominierung für diese Serie bei den Gemini Awards und 2002 für die dramatische Fernsehserie Lexx, jeweils als bester Nebendarsteller.
Als zweimaliger Gaststar in der dramatischen Fernsehserie Nikita mit Peta Wilson stellte er Colonel Egran Petrosian dar, der als russischer Geheimagent eine Machtintrige gegen seinen Vorgesetzten spinnt. Bei beiden Folgen führte Jon Cassar Regie. Er und Bennett hatten bereits in der Serie Nick Knight – Der Vampircop zusammengearbeitet. Sie gründeten gemeinsam mit John Kapelos die Wohltätigkeitsorganisation Motion Picture Industry Charitable Alliance (MPICA). In deren jährlichen Veranstaltung Lights, Camera, Auction (LCA) versteigerten Filmschaffende gespendete Requisiten an Fans.
Als Schriftsteller ist Bennett gemeinsam mit Autorin P. N. Elrod der Mitverfasser der drei Phantasie-Romane Keeper of the King, His Father's Son und Siege Perilous. Sie schrieben auch die Kurzgeschichte Wolf and Hound für die Anthologie Dracula in London.

## Filmografie (Auswahl)
- 1987: Nachtstreife (Fernsehserie, 1 Folge)
- 1990: Narrow Margin – 12 Stunden Angst (Narrow Margin)
- 1992–1996: Nick Knight – Der Vampircop (Forever Knight, Fernsehserie, 60 Folgen)
- 1994: Legenden der Leidenschaft (Legends of the Fall)
- 1995: Harrison Bergeron – IQ Runner
- 1996: Darkman III: Das Experiment (Darkman III: Die Darkman Die)
- 1997: Mord im Weißen Haus (Murder at 1600)
- 1998: Sanctuary
- 1998: Strike! – Mädchen an die Macht! (Strike!)
- 1998: One Tough Cop
- 1998: NY – Streets of Death (Naked City: A Killer Christmas)
- 1996–1999: PSI Factor (PSI Factor: Chronicles of the Paranormal, Fernsehserie, 27 Folgen)
- 1999: Angst über den Wolken (Free Fall)
- 2000: Anne of Green Gables: The Continuing Story
- 2000: Tausche Hollywood gegen Liebe (Catch a Falling Star)
- 2000: The Crossing – Die entscheidende Schlacht (The Crossing)
- 2000: The Skulls – Alle Macht der Welt (The Skulls)
- 2000: Relic Hunter – Die Schatzjägerin (Relic Hunter, Fernsehserie, 1 Folge)
- 2000, 2001, 2002: Lexx – The Dark Zone (Fernsehserie, 23 Folgen)
- 2001: A Town Without Christmas
- 2001: Phase IV – Spiel des Todes
- 2002: Too Young to Be a Dad
- 2002: Heart of a Stranger
- 2002: Gefährliches Doppelleben – The Pilot’s Wife (The Pilot’s Wife)
- 2002: Das Scream Team
- 2002: Vier Witwen und ein Gemälde (Widows, Fernsehminiserie)
- 2002: Cypher
- 2002: Interceptor Force 2
- 2003: Shattered City: The Halifax-Explosion (Fernsehminiserie)
- 2003: Martha, Inc.: The Story of Martha Stewart
- 2003: Apokalypse Eis (Post Impact)
- 2003: Do or Die
- 2003: Rush of Fear – Gefährliche Beute (Rush of Fear)
- 2003 Starhunter 2300 (Fernsehserie, Folge 2x09)
- 2004: Mord im Schilf (Plain Truth)
- 2004: Reversible Errors
- 2004: Phantom Force
- 2007: Jesse Stone: Alte Wunden (Jesse Stone: Seachange)
- 2009: Der Seewolf (Sea Wolf)
- 2011–2021: Murdoch Mysteries (Fernsehserie, 13 Folgen)
- 2015: Saving Hope (Fernsehserie, 1 Folge)
- 2017: Shape of Water – Das Flüstern des Wassers (The Shape of Water)
- 2019: V Wars (Fernsehserie, Folge 1x01)
- 2019: Coroner – Fachgebiet Mord (Coroner, Fernsehserie, 4 Folgen)
- 2021: The Righteous